# Железнодорожный район (Улан-Удэ)
Железнодоро́жный райо́н (бур. Тγмэр харгын дүүрэг) — один из трёх городских районов города Улан-Удэ.
Территория — 104,2 км². Численность населения — 142 158 чел. (2024).

## География

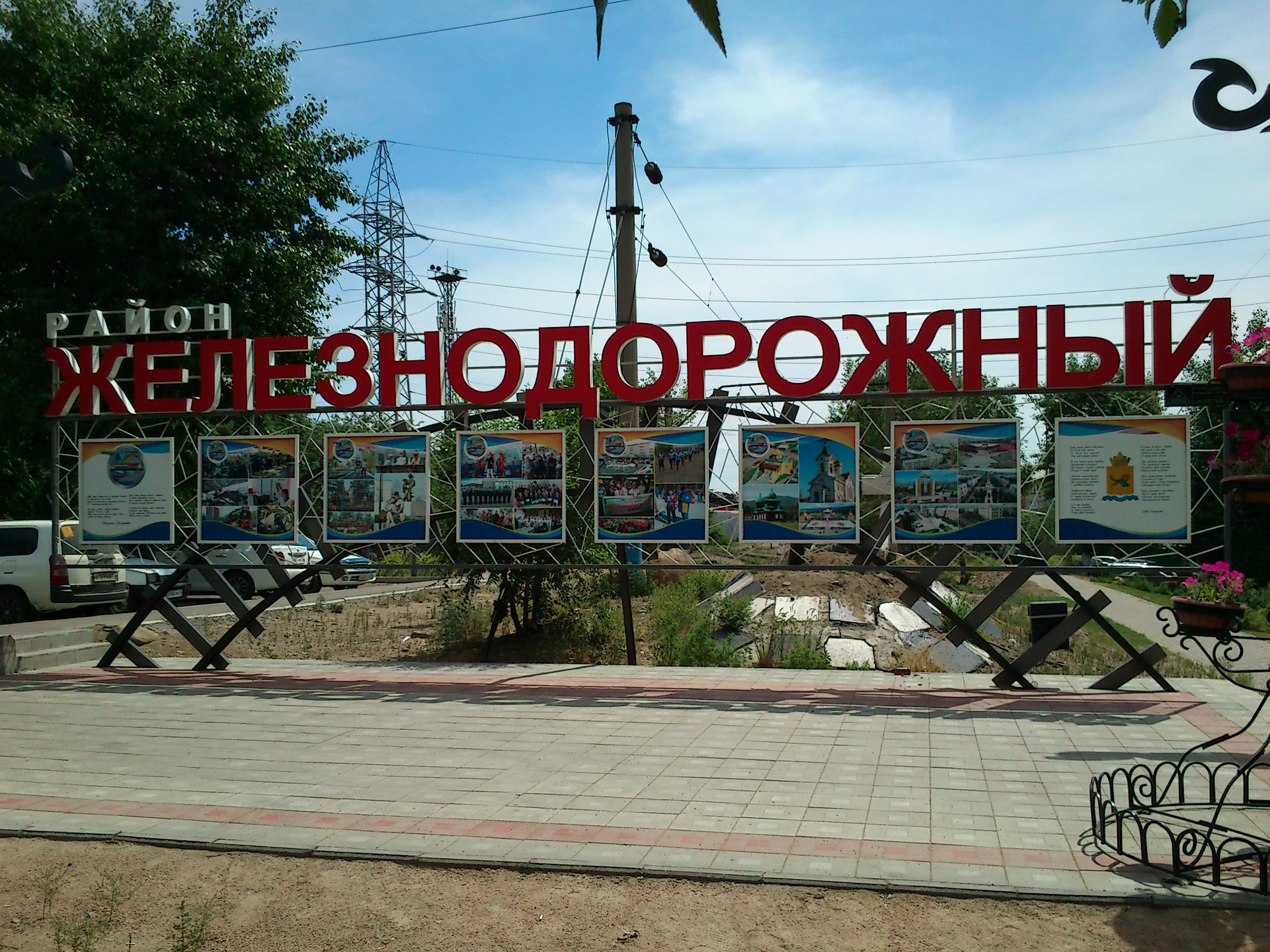
Железнодорожный район

Расположен в северо-восточной части Улан-Удэ, поднимаясь от правобережья рек Селенга и Уда на юго-западные отроги хребта Улан-Бургасы. В центре города по полотну Транссибирской магистрали граничит с Советским районом, на юго-востоке река Уда является естественной границей с Октябрьским районом, на востоке район примыкает к Заиграевскому району РБ. С Иволгинским районом республики Железнодорожный район граничит на севере, на северо-западе — с посёлком Стеклозавод Советского района. В состав Железнодорожного района входит посёлок Мостовой, находящийся на правом берегу Селенги у ж/д мостов Транссибирской магистрали близ границы с Прибайкальским районом.
Основные улицы: проспект 50-летия Октября, Гагарина, Комсомольская, Октябрьская, Революции 1905 года, Лимонова, Ботаническая, проспект Автомобилистов.

## История

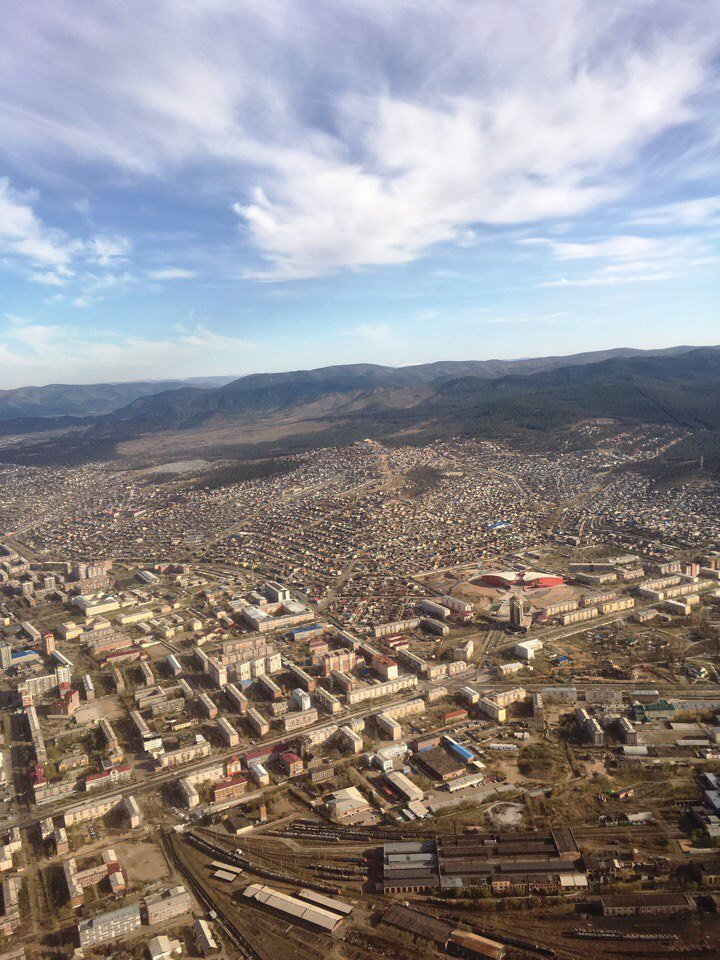
Железнодорожный район с высоты птичьего полёта

В конце XIX века Верхнеудинск начал развиваться в направлении Нагорной площади.
8 сентября 1895 года в городе началось строительство железной дороги. Участок Транссибирской магистрали Мысовая — Верхнеудинск был построен в 1899 году и 15 августа того же года на станцию Верхнеудинск прибыл первый поезд. Вдоль линии железной дороги появились: вокзал, товарный двор станции, депо, мастерские, склады и магазины военного интендантства, нефтяные склады Нобеля, дома железнодорожников и рабочих депо.
После Первой мировой и гражданской войн из-за значительного роста населения Верхнеудинск стихийно развивался вдоль линии железной дороги. Застройка полосы отчуждения железной дороги началась ещё во время строительства дороги. Новый район официального названия не имел. В 1920-е годы в газетах назывался посёлком железнодорожников или Залинией, а его жители — залинейцами.
4 февраля 1926 года Верхнеудинский городской совет постановил назвать площадь между Амурской, Владивостокской и Международной улицами площадью 1905 года в память о событиях Первой русской революции в Верхнеудинске. В настоящее время на этом месте устроен сквер на улице Сенчихина (бывшая Амурская) с реконструированным памятником пяти казнённым железнодорожникам.
В 1932 году началось строительство паровозоремонтного завода и социалистического города. В 1937 году началось строительство авиаремонтного завода и посёлка Загорск.
25 марта 1938 года Президиум Всероссийского Центрального Исполнительного Комитета принял постановление создать в Улан-Удэ три района: Железнодорожный, Городской и Пригородный.
3 февраля 1945 года образован Заводской район за счёт разукрупнения Городского и Железнодорожного районов.
30 августа 1948 года Заводской район ликвидирован с включением в состав Железнодорожного района.
3 декабря 2009 года к  Железнодорожному району присоединён населённый пункт Иволгинского района посёлок станции Мостовой.

Памятники железнодорожникам
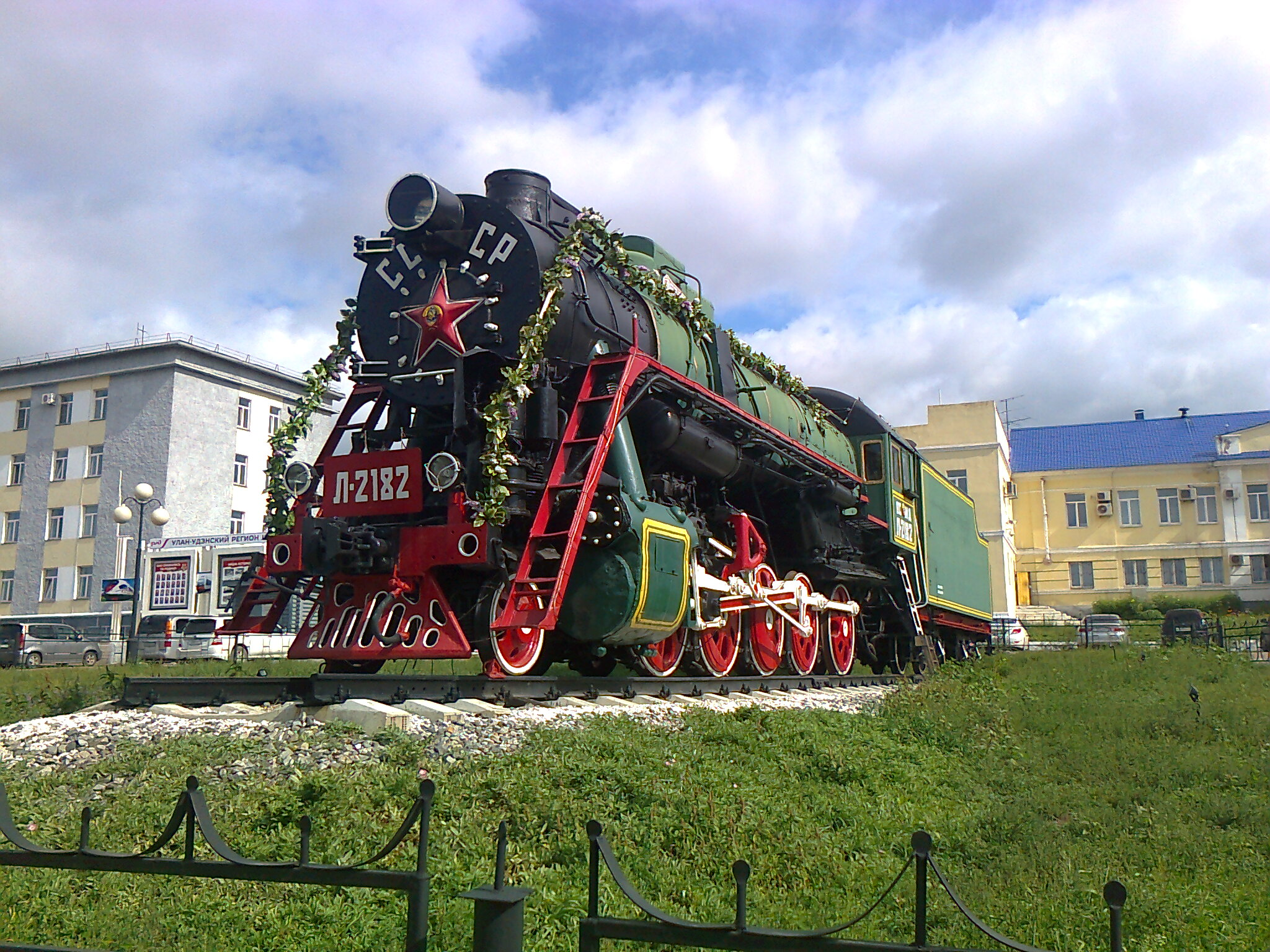
Паровоз Л-2182
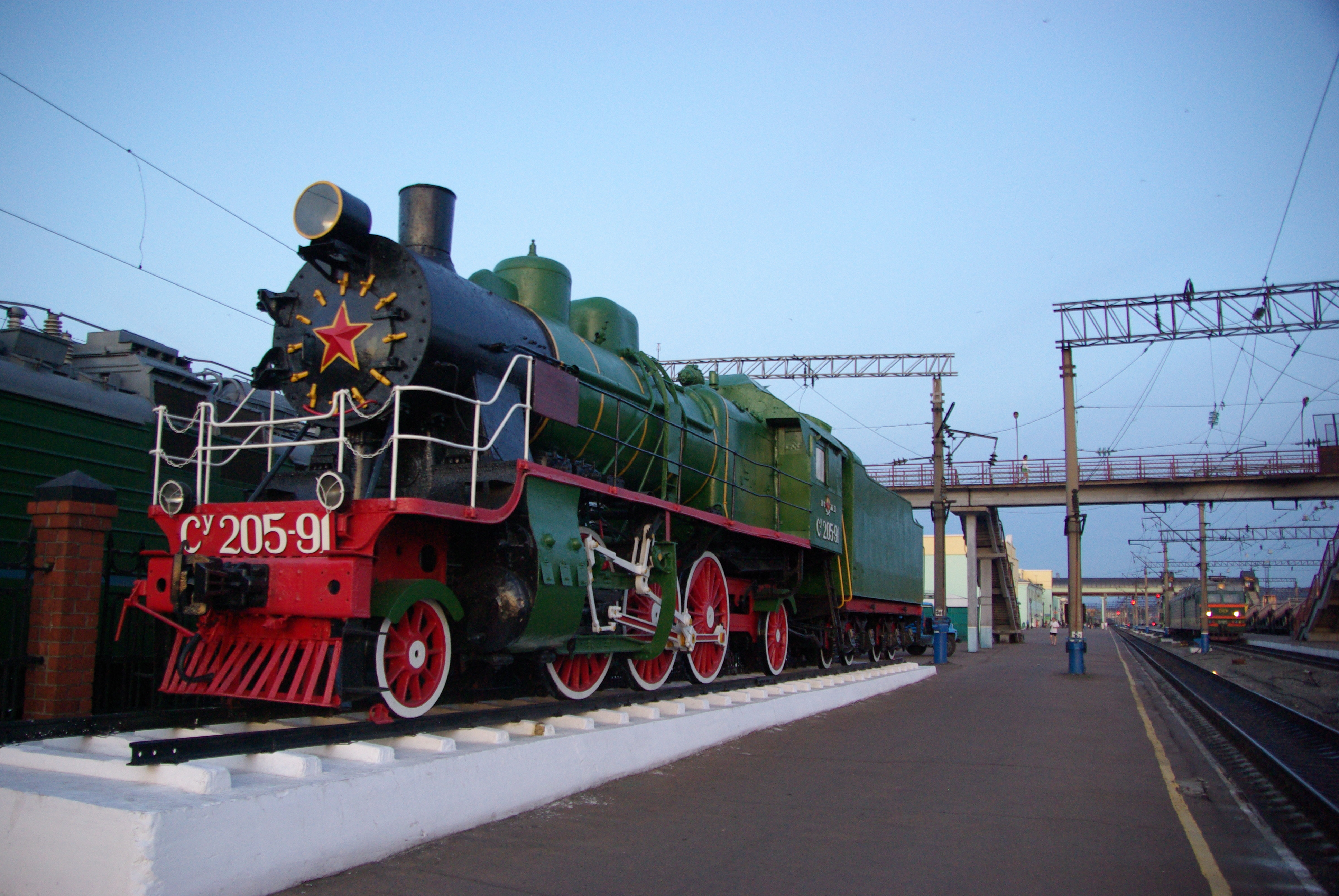
Паровоз СУ 205-91
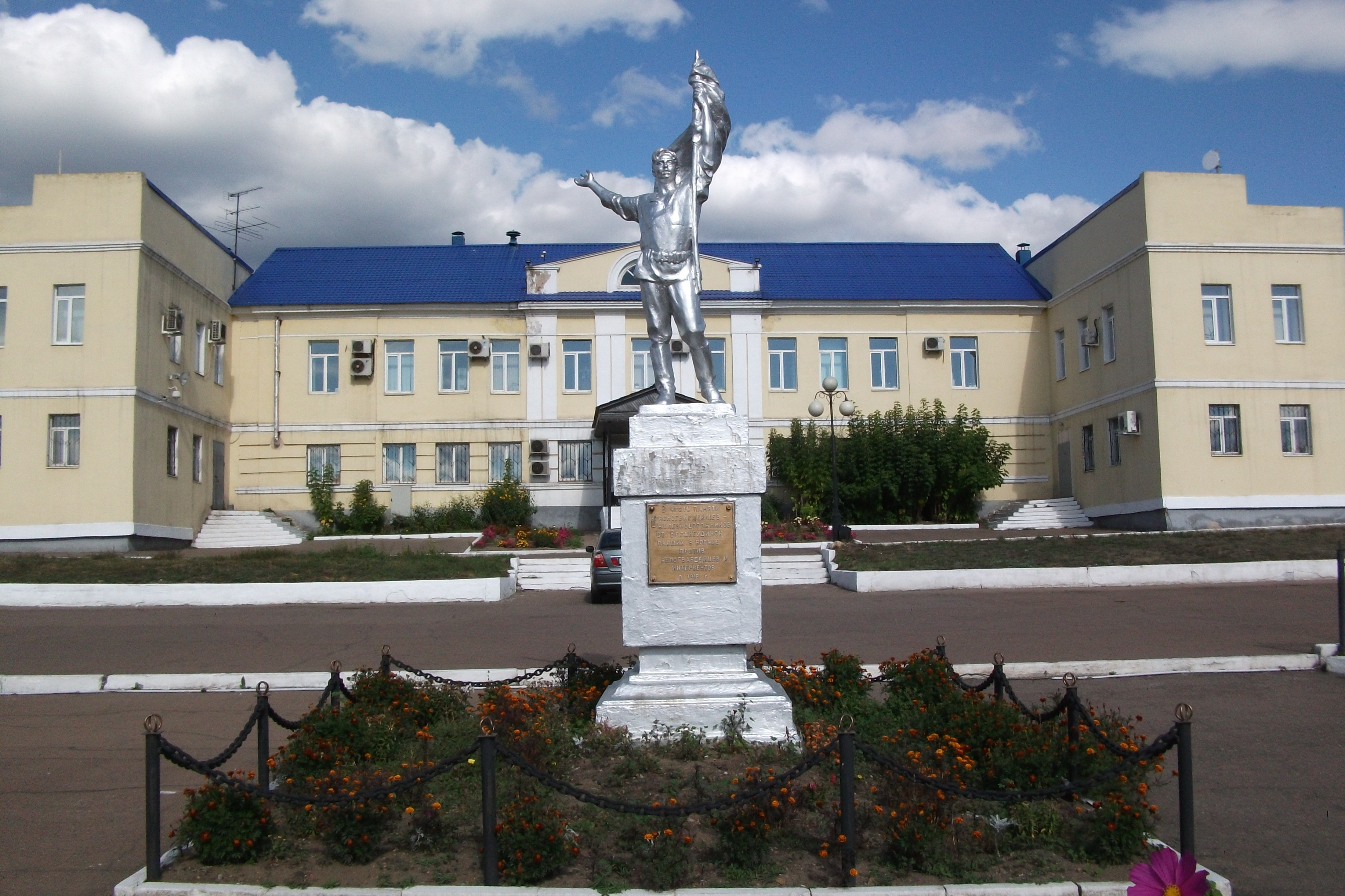
Красногвардейцам-железнодорожникам
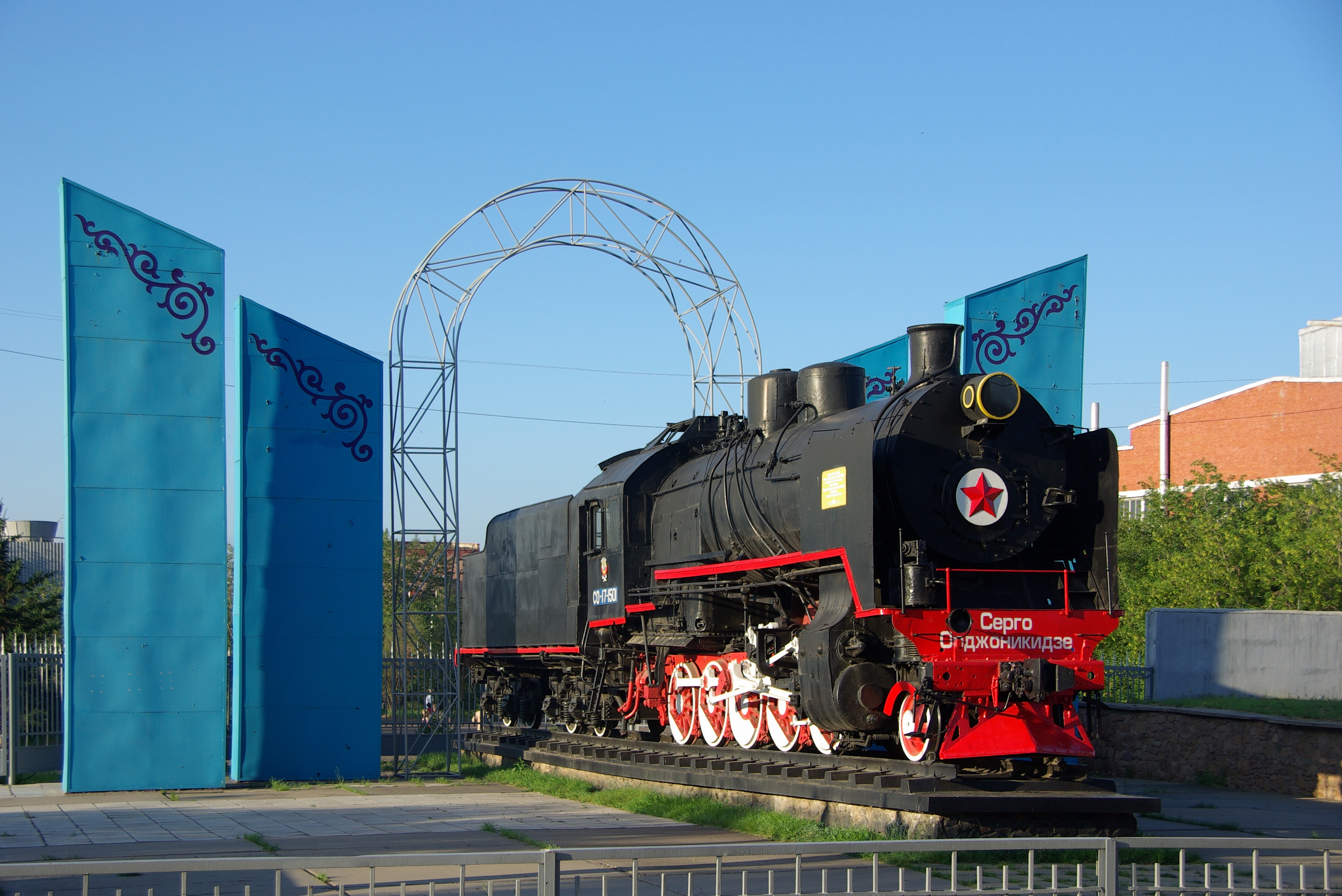
Паровоз СО-17-1501

## Микрорайоны и территориально-общественные самоуправления (ТОС)

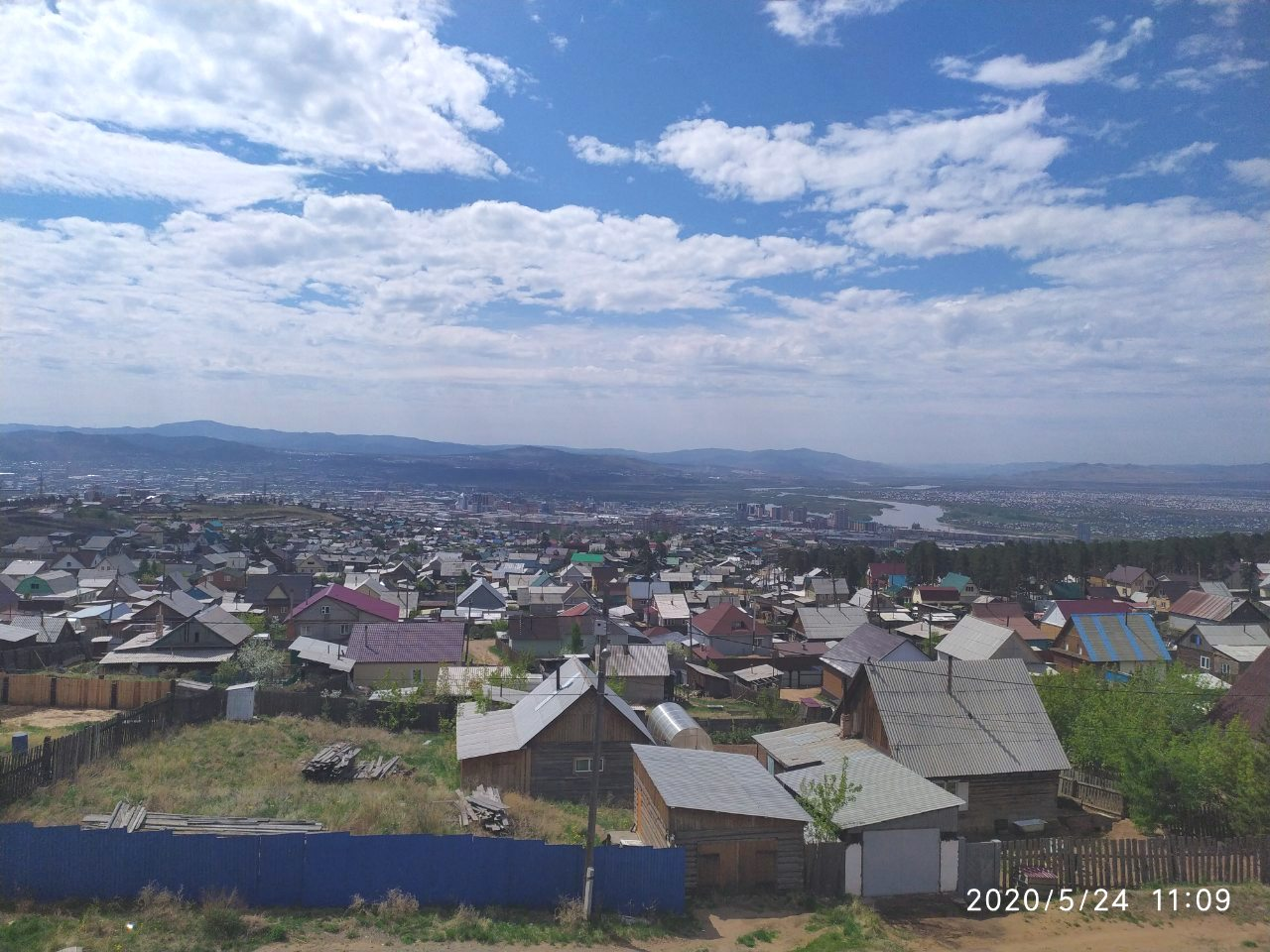
Поселок Лысая гора в Железнодорожном районе г. Улан-Удэ

Микрорайоны, с входящими в их состав ТОСами: 
- 502 км;
- Аршан — ТОС «3-я Кедровая», ТОС «Аршан», ТОС «Железнодорожник»; ТОС "Прогресс"
- Верхняя Берёзовка — ТОС «Кумыска»;
- Восточный;
- Гавань;
- Загорск — ТОС «Надежда», ТОС «Северо-Восточный»; ТОС "Як-17"; ТОС "Благодать"; ТОС "Благодать-2"
- Зеленхоз — ТОС «Зеленхоз»;
- Зелёный — ТОС «Первоцветный»; ТОС "Зеленый двор"; ТОС "Зеленый уголок"; ТОС "Зеленый дом"
- Кирзавод — ТОС «Читинский»;
- Лысая Гора — ТОС «Лысая Гора»;
- Матросова — ТОС «Матросова»;
- Мостовой;
- Орешкова — ТОС «Дацанский», ТОС «Локомотив»; ТОС "На Норильской"
- Площадка — ТОС «Площадка»;
- Солнечный — ТОС «Солнечный»;
- Шишковка — ТОС «Адис», ТОС «Сарана»; ТОС "Сенчихина".

## Население
| 1959     | 1970     | 1979     | 1980     | 1981     | 1982     | 1983     |
| -------- | -------- | -------- | -------- | -------- | -------- | -------- |
| 77 867   | ↗117 705 | ↗125 649 | ↗127 600 | ↗129 300 | ↗130 400 | ↗132 000 |
| 1984     | 1985     | 1986     | 1987     | 1988     | 1989     | 1990     |
| ↗135 600 | ↗137 200 | ↗139 000 | ↗143 100 | ↗143 900 | ↘137 692 | ↗139 500 |
| 1991     | 1992     | 1993     | 1994     | 1995     | 1996     | 1997     |
| ↗140 800 | ↗141 600 | ↘140 800 | ↘140 700 | ↘140 500 | ↘139 800 | ↘139 600 |
| 1998     | 1999     | 2000     | 2001     | 2002     | 2003     | 2004     |
| ↘139 000 | ↘138 900 | ↘138 600 | ↘138 100 | ↘135 936 | ↗136 800 | ↗136 900 |
| 2005     | 2006     | 2007     | 2008     | 2009     | 2010     | 2011     |
| →136 900 | ↗137 000 | ↗137 900 | ↗139 000 | ↘136 692 | ↗143 486 | ↗143 627 |
| 2012     | 2013     | 2014     | 2015     | 2016     | 2017     | 2018     |
| ↗143 783 | ↗144 954 | ↗146 228 | ↘145 928 | ↘145 069 | ↘143 715 | ↘143 153 |
| 2019     | 2020     | 2021     | 2023     | 2024     |          |          |
| ↘141 637 | ↗142 391 | ↗143 190 | ↘142 391 | ↘142 158 |          |          |

## Исторические названия улиц

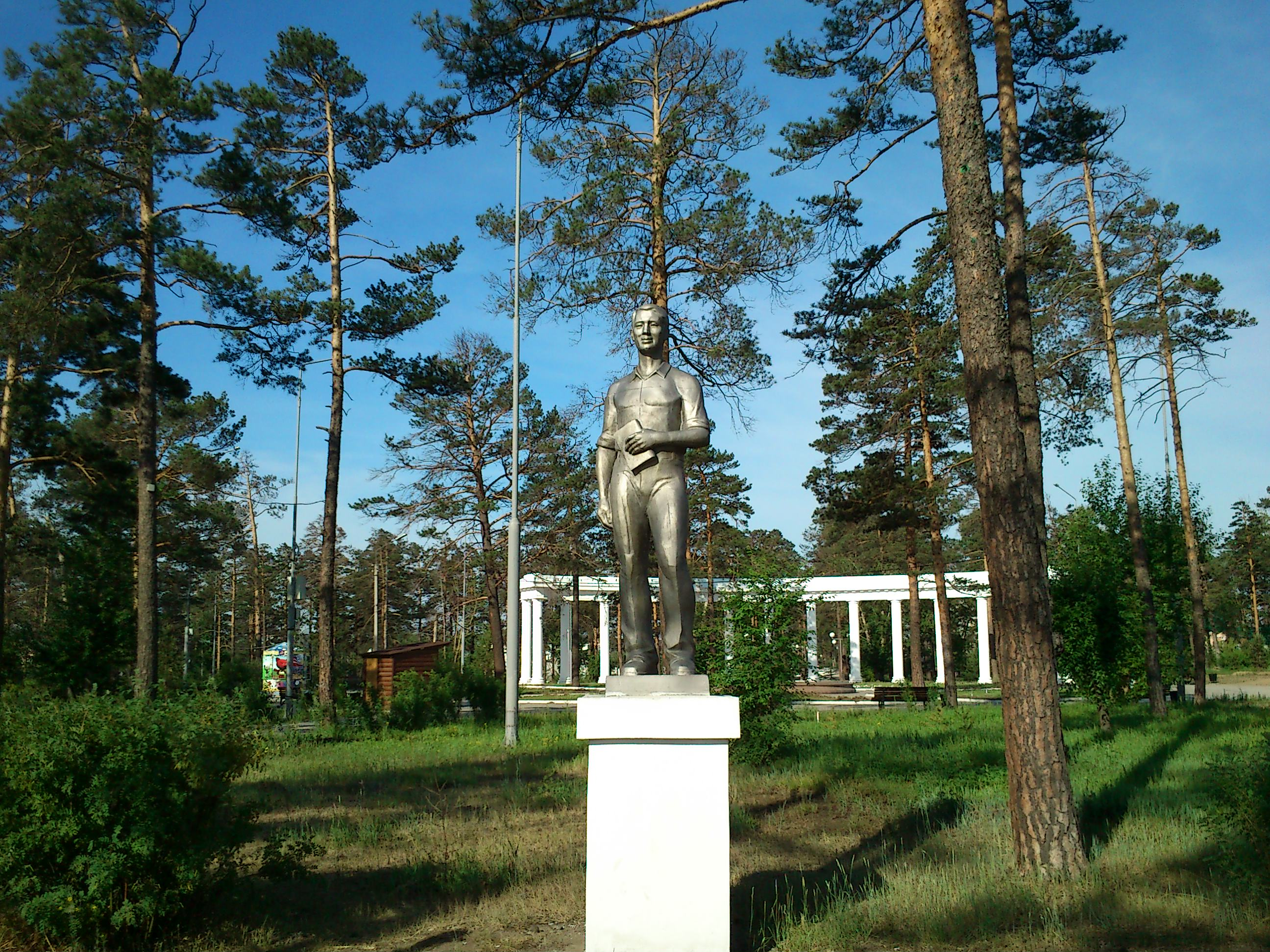
Парк имени Сергея Орешкова

С запада на восток
| Старое название                 | Современное название                                                  |
| ------------------------------- | --------------------------------------------------------------------- |
| Вокзальная                      | Улица Революции 1905 года (с 12 декабря 1955 года)                    |
| ?                               | Путейская                                                             |
| Транспортная                    | Клыпина (20 марта 1985 года)                                          |
| Графская                        | Пролетарская (с 13 июня 1924 года), Цивилёва (с 1957 года)            |
| Мариинская                      | Международная (с 13 июня 1924 года), Гагарина (с 24 апреля 1961 года) |
| 3-го Интернационала             | Пушкина                                                               |
| Садовая (с 16 января 1928 года) | Чертенкова (с 1965 года)                                              |
| ?                               | Жуковского                                                            |

С севера на юг
| ?                                           | Коллективная                                                          |
| Гордеевская (с 4 февраля 1926 года)         | Новогордеевская                                                       |
| Амурская                                    | Сенчихина (с 14 апреля 1971 года)                                     |
| Благовещенская                              | Шульца (с 4 февраля 1926 года)                                        |
| Андреевская                                 | Гольдсобеля (с 4 февраля 1926 года)                                   |
| -                                           | Осипенко, Юного Коммунара (с 6 февраля 1957 года)                     |
| Омулёвская                                  | Бестужева (с 4 февраля 1926 года)                                     |
| Шиловская                                   | Милютина (с 4 февраля 1926 года)                                      |
| Андринцевская                               | Каховская (с 4 февраля 1926 года), Добролюбова (с 11 марта 1938 года) |
| ?                                           | Пржевальского                                                         |
| Сперанского                                 | Намсараева (с 21 мая 1969 года)                                       |
| Бекетова                                    | Пестеля (с 4 февраля 1926 года)                                       |
| Волынская                                   | Рылеева (с 4 февраля 1926 года)                                       |
| Сергиевская                                 | Мухинская (с 13 июня 1924 года), Проспект имени 50-летия Октября      |
| Солдатская                                  | Красноармейская (с 13 июня 1924 года)                                 |
| Московская                                  | Московская                                                            |
| Петроградская                               | Пионерская                                                            |
| Нобелевская, Нефтяная (с 13 июня 1924 года) | Хахалова (с 6 января 1971 года)                                       |
| Трактовая                                   | Трактовая                                                             |

## Экономика
На территории района зарегистрировано 2548 предприятий различных форм собственности, среди них такие крупные предприятия как ОАО «Улан-Удэнский авиационный завод», Улан-Удэнское отделение ВСЖД — филиал ОАО «РЖД», Улан-Удэнский ЛВРЗ — филиал ОАО «РЖД», ОАО «Улан-Удэнское приборостроительное производственное объединение», ЗАО «Улан-Удэстальмост», ОАО «Байкалфарм» и другие. В 2006 году доля предприятий Железнодорожного района в выпуске товаров и услуг составила 49 %. Сегодня в районе выпускают вертолеты, стальные мостовые конструкции, приборы систем навигации и теплоконтроля, ремонтируют локомотивы и пассажирские вагоны.
В сфере торговли действует 565 предприятий, в сфере общественного питания — 97, из них введены в эксплуатацию в 2006 году 21 торговая точка (магазин-склад «Абсолют» по ул. Туполева, 7б, ТЦ «Эльдорадо» на Стрелке, Социальный магазин «Абсолют» и др.) и 12 пунктов общественного питания (рестораны «Ковбой», «Лесная поляна», кафе «Оазис»), что позволило дополнительно создать 253 рабочих места.

## Образование
Система среднего и дошкольного образования включает в себя 34 школы, 32 дошкольных учреждения. В районе 4 средних специальных учебных заведения: педагогический колледж, колледж железнодорожного транспорта, училище культуры и искусств, инженерно-педагогический колледж.
В районе находятся три высших учебных заведения — Бурятская государственная сельскохозяйственная академия им. В. Р. Филиппова, Улан-Удэнский институт железнодорожного транспорта — филиал Иркутского госуниверситета путей сообщения, филиал Новосибирского госуниверситета экономики и управления. Также в районе располагаются корпуса восточного, медицинского факультетов, факультета начального образования Бурятского государственного университета.

## Здравоохранение
В территориальную систему здравоохранения входят 13 лечебно-профилактических учреждений, в том числе отделенческая больница станции Улан-Удэ, городская больница № 4, поликлиники № 4 и № 6, Центр восточной медицины, геронтологический и кардиологический центры.

## Культура

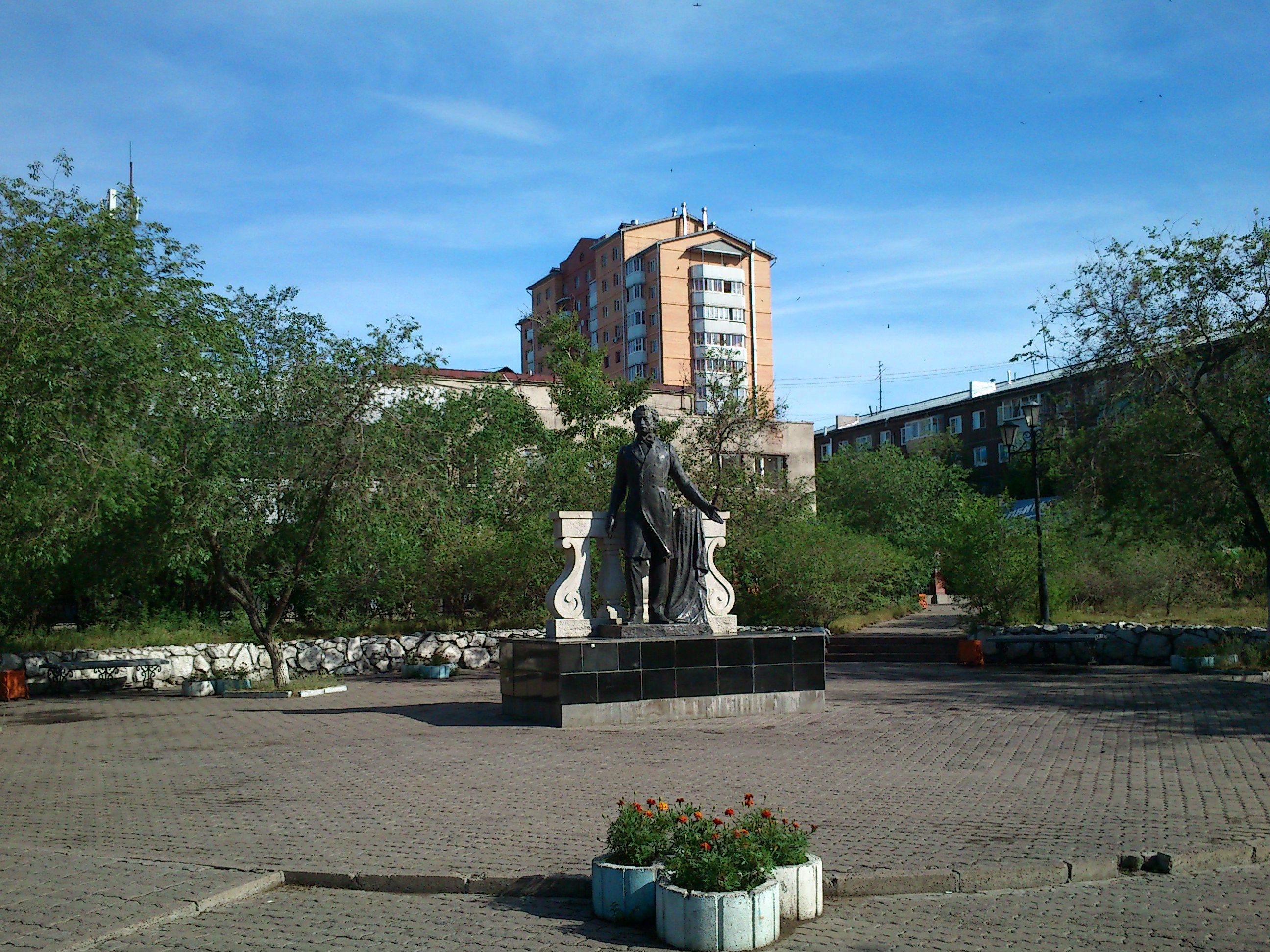
Пушкинский сквер

На территории района расположено 14 учреждений культуры. Среди них МГЛ им. Д. Аюшеева, 4 школы искусств, 6 библиотек муниципальной централизованной библиотечной системы, 4 культурно-досуговых учреждения, из них 2 — муниципальные.
Этнографический музей народов Забайкалья на Верхней Берёзовке.

## Религия
Буддийские храмы и монастыри
- Дацан Хамбын Хурэ. Верхняя Берёзовка.
- Дацан Ринпоче-Багша. Лысая гора.

Православные храмы
- Свято-Никольский храм (Железнодорожная церковь). Ул. Революции 1905 года.
- Свято-Ильинский храм. Загорск.

## Галерея

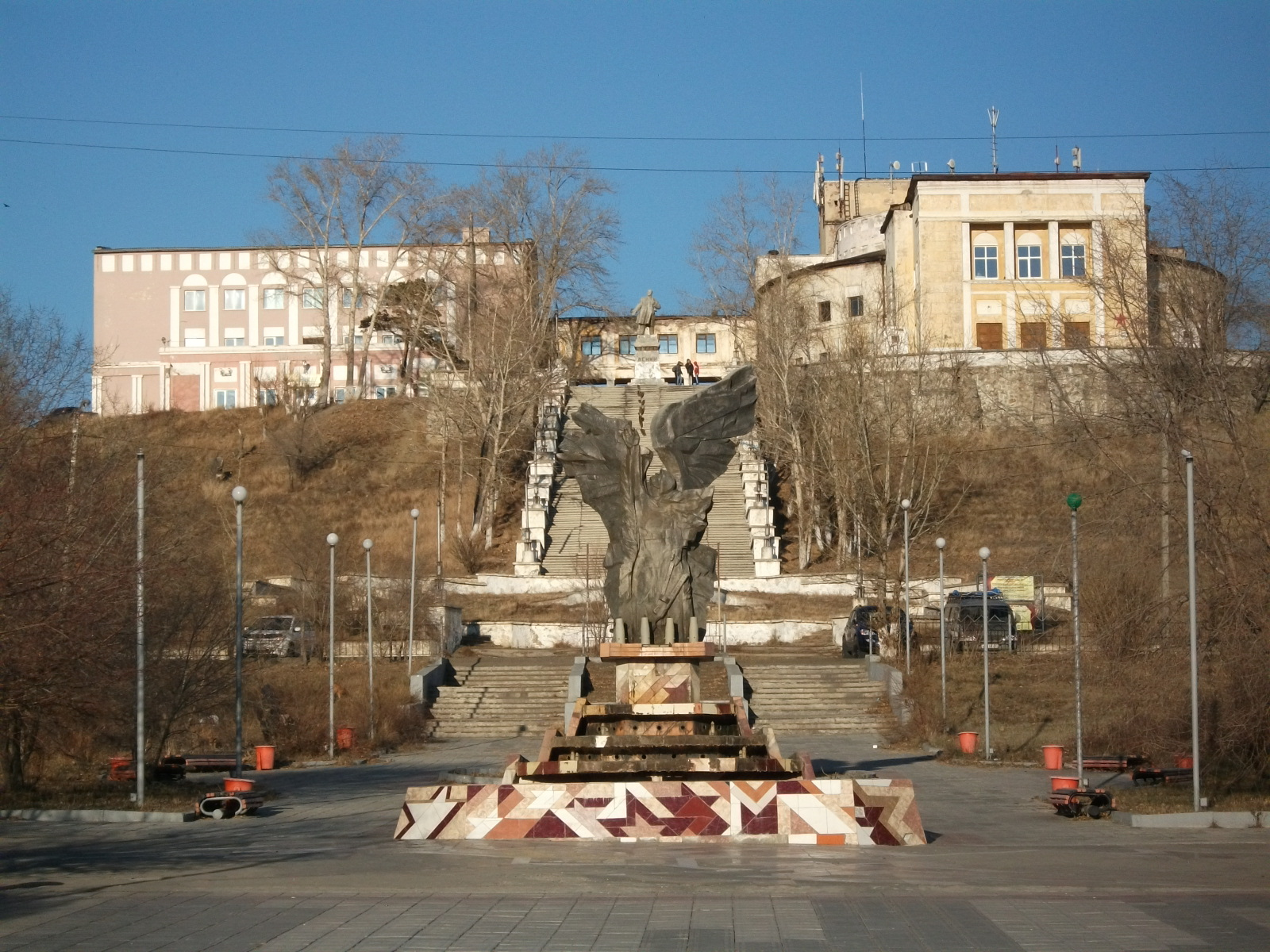
Городской культурный центр (Дом Культуры ЛВРЗ)
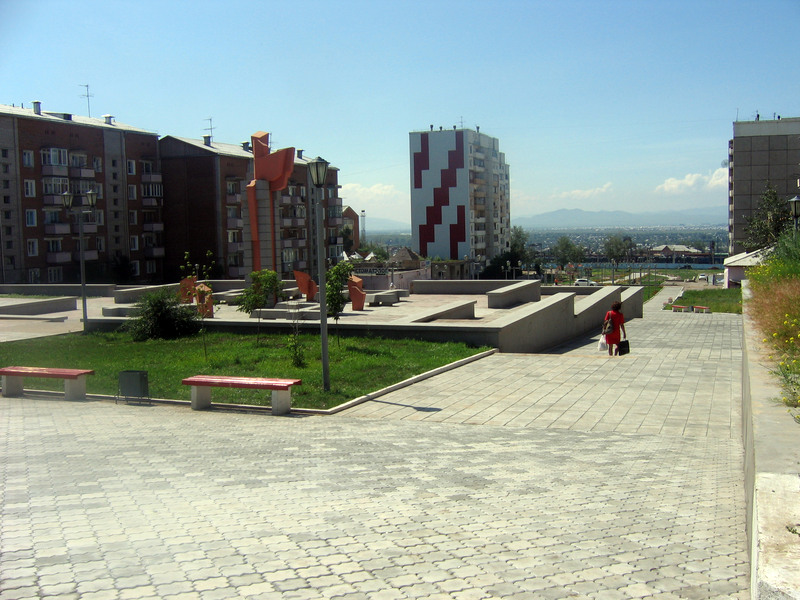
Сквер им. Сенчихина
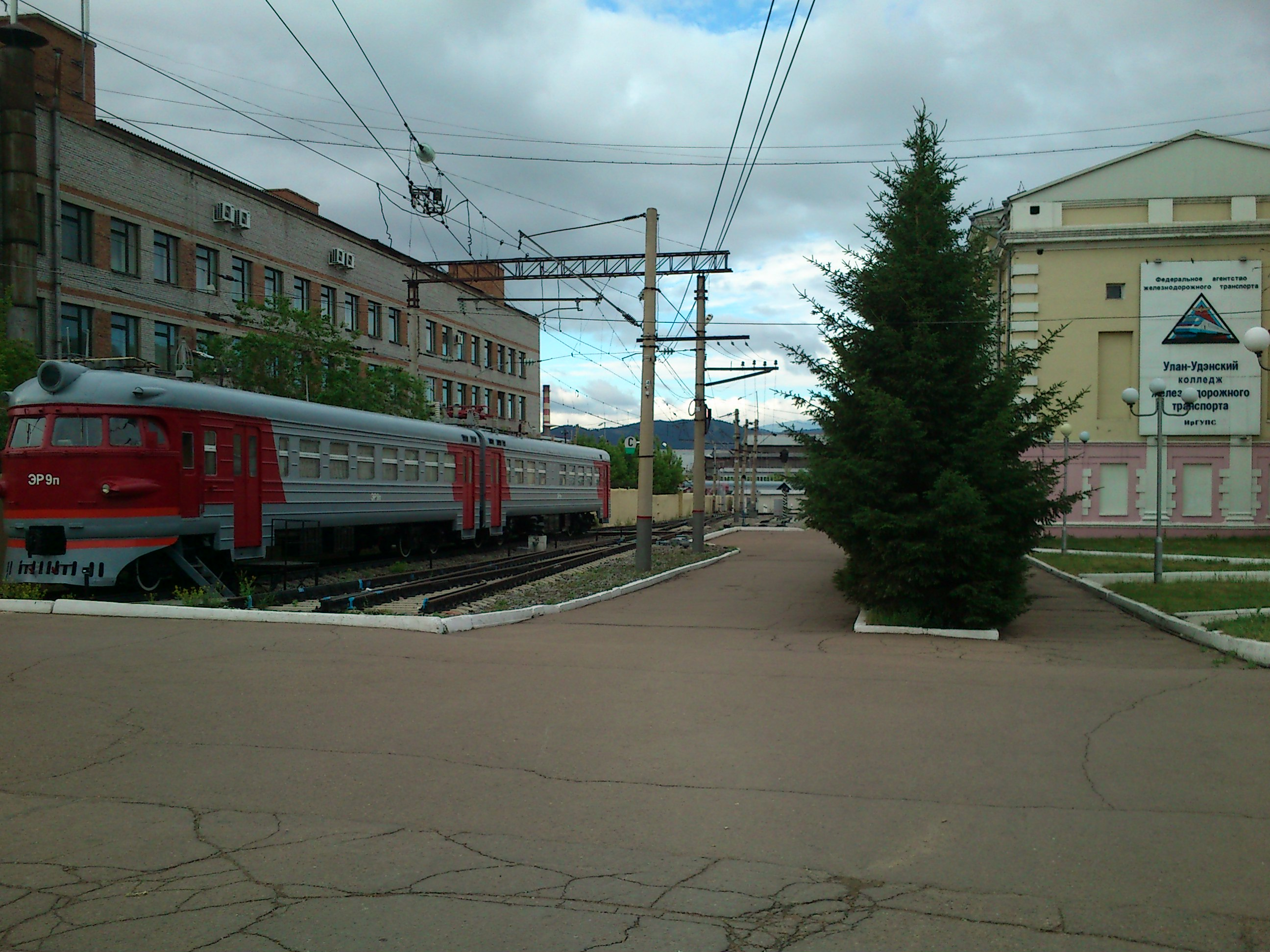
Улан-Удэнский институт железнодорожного транспорта
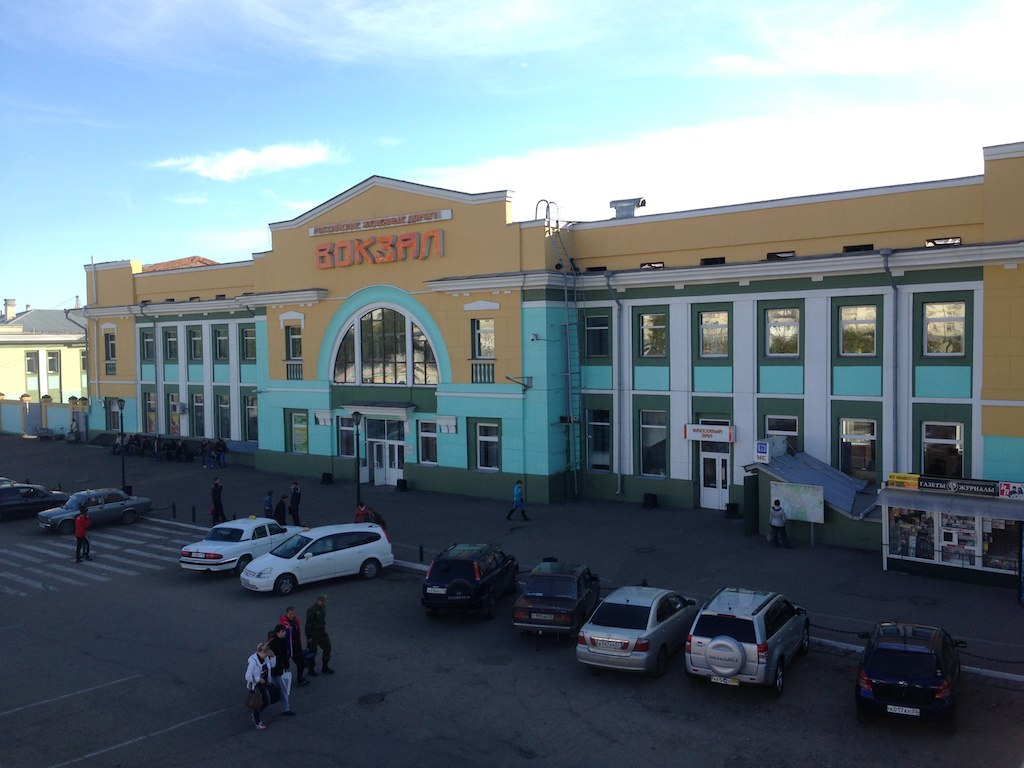
Железнодорожная станция Улан-Удэ

## Связь
В Железнодорожном районе работают все операторы «большой тройки»:
- Ростелеком (GSM),
- Билайн (3G и GSM),
- МегаФон (GSM и 3G),
- МТС (GSM и 3G).

Оператор стационарной связи:
- Бурятский филиал ОАО «Ростелеком»